# Nazar (группа)
Nazar — турецкая группа, представившая Турцию на конкурсе песни «Евровидение-1978».

## История
В состав группы входили Нилюфер Йумлю (частично), Дахан Байдур, Зейнеп Тусуз и Олчайто Ахмет Тусуз.

### Евровидение
В 1978 году группа участвовала в турецком национальном отборе на конкурс песни «Евровидение-1978» с песней «Sevince». Композиция заняла первое место с 20 баллами, став представителями Турции на конкурсе.
На конкурсе, группа выступила под номером 12. Конкурсная композиция «Sevince» набрала всего 2 балла, заняв 18 место.

### Распад группы
Группа распалась сразу после участия на конкурсе.
Олчайто Ахмет Тусуз являлся автором трёх песен, выступавших на Евровидении.